# Carnival Row
Carnival Row ist eine US-amerikanische Fantasyserie von Travis Beacham und René Echevarria, deren erste Staffel am 30. August 2019 auf Prime Video erschienen ist. Seit 22. November 2019 ist die deutsche Fassung verfügbar. Am 17. Februar 2023 startete die zweite, finale Staffel auf Prime Video.

## Handlung
Carnival Row vereint die Handlung eines Kriminalfilms mit Fantasy-Elementen in einem an das viktorianische Zeitalter erinnernden Steampunk-Stadtstaat namens „The Burgue“.
The Burgue führt einen Krieg gegen den „Pakt“. Der Krieg wütet abseits der Serien-Handlung in der Heimat verschiedener Fantasy-Kreaturen, welche sich daraufhin auf der Flucht nach The Burgue retten. In der Stadt entstehen infolgedessen zunehmend politische und ethnische Spannungen zwischen Einwohnern und Migranten.
Zentrum dieser Spannungen wird der soziale Brennpunkt rund um das namensgebende Stadtviertel „Carnival Row“. Hier versucht Inspektor Rycroft Philostrate einen brutalen Mordfall zu lösen.

## Entstehungsgeschichte
Im Januar 2015 wurde bekannt gegeben, dass Amazon mit Guillermo del Toro einen Vertrag für die Produktion von Carnival Row unterzeichnet hat. Die Serie basiert auf einem unproduzierten Drehbuch mit dem Titel A Killing on Carnival Row von Travis Beacham. Gemeinsam mit René Echeverria sowie Regisseur und Executive Producer del Toro schrieb Beacham auch das Drehbuch zur Serie. Die Pilotfolge wurde im Juni 2016 von Amazon bestellt, wobei del Toro als Regisseur vorgesehen war. Im Mai 2017 wurde verkündet, dass Carnival Row weitere Folgen erhalte sowie Echeverria als Showrunner fungiere. Als Regisseur wurde Paul McGuigan verkündet, der del Toro ersetzen sollte, da del Toro aufgrund von anderen Projekten die Produktion von Carnival Row verließ. Jedoch wurde noch im selben Jahr, im November 2017, bekanntgegeben, dass McGuigan durch Jon Amiel als Regisseur ersetzt werde.
Die Hauptrollen wurden im August 2017 mit Orlando Bloom und Cara Delevingne besetzt. Ferner wurden David Gyasi, Karla Crome, Indira Varma und Tamzin Merchant im folgenden Monat als Hauptfiguren bestätigt. Simon McBurney, Alice Krige, Jared Harris, Ariyon Bakare, Andrew Gower, Jamie Harris, Scott Reid und Anna Rust vervollständigten schließlich die Besetzung der Serie.
Nach fünfmonatiger Vorproduktion begannen die Dreharbeiten für die erste Staffel im Herbst 2017. Nach 108 Drehtagen waren die Dreharbeiten am 14. März 2018 abgeschlossen. Im Dezember des gleichen Jahres kehrte die Produktion nach Prag zurück, um dort einige Szenen nachzudrehen. Die Dreharbeiten wurden im Januar 2019 abgeschlossen und im Juni 2019 wurde die Veröffentlichung der acht Episoden umfassenden ersten Staffel für den 30. August 2019 angekündigt.
Einen Monat vor der Veröffentlichung der ersten Staffel wurde die Serie von Amazon um eine zweite Staffel verlängert. Diese startete am 17. Februar 2023 bei Prime Video. Gleichzeitig soll es sich dabei um die letzte Staffel handeln, wie am 7. November 2022 bekannt gegeben wurde.

## Besetzung und Synchronisation
Die deutschsprachige Synchronisation erfolgte durch die Scalamedia GmbH nach einem Dialogbuch und unter der Dialogregie von Farina Brock.
| Rolle               | Schauspieler    | Synchronsprecher         | Episoden  |
| ------------------- | --------------- | ------------------------ | --------- |
| Rycroft Philostrate | Orlando Bloom   | Philipp Moog             | 1.01–2.10 |
| Vignette Stonemoss  | Cara Delevingne | Maximiliane Häcke        | 1.01–2.10 |
| Runyan Millworthy   | Simon McBurney  | Walter von Hauff         | 1.01–2.10 |
| Imogen Spurnrose    | Tamzin Merchant | Farina Brock             | 1.01–2.10 |
| Agreus Astrayon     | David Gyasi     | Markus Pfeiffer          | 1.01–2.10 |
| Ezra Spurnrose      | Andrew Gower    | Oliver Scheffel          | 1.01–2.08 |
| Tourmaline Larou    | Karla Crome     | Jacqueline Belle         | 1.01–2.10 |
| Jonah Breakspear    | Arty Froushan   | Johannes Raspe           | 1.01–2.05 |
| Piety Breakspear    | Indira Varma    | Claudia Urbschat-Mingues | 1.01–1.08 |
| Absalom Breakspear  | Jared Harris    | Lutz Schnell             | 1.01–1.08 |
| Sergeant Dombey     | Jamie Harris    | Manfred Trilling         | 1.01–2.10 |
| Sophie Longerbane   | Caroline Ford   | Katharina Schwarzmaier   | 1.04–2.05 |

## Rezeption
Bei Metacritic hat die erste Staffel der Serie einen Metascore von 58/100, basierend auf 22 Rezensionen.
Daniel Gerhardt hält Carnival Row auf zeit.de für „ambitioniert“ und für „Überwältigungsfernsehen“, meint aber, „nur für die wenigsten Zuschauer wird der Reiz der Serie darin liegen, ihre vielen Einflüsse, Widersprüche und Bezüge auf Echte-Welt-Probleme zu ergründen“. Die Serie wolle „die Lücke schließen, die Game of Thrones hinterlassen“ habe, vermittle jedoch das, „was das [...] Autorenteam [...] über Kolonialismus, heutige europäische Außenpolitik, darauffolgende Fluchtbewegungen, Fremdenhass und nationale Abschottung zu sagen hat, [...] eher holzhämmernd“. Mit einer Portion Sarkasmus resümiert er:

„Die Einwohner von The Burgue nehmen die geflügelten, gehörnten und in jedem Fall gebeutelten Asylsuchenden […] mit menschentypischer Gastfreundschaft in Empfang. Feen und Kobolde werden entweder als Haushälterinnen […] der Oberklasse eingepflegt – oder auf jener Sündenmeile […] Carnival Row […] zu Gauklern und Sexarbeiterinnen umfunktioniert. […] Es entbehrt nicht einer gewissen Komik, dass ausgerechnet Orlando Bloom den einzigen kantigen Helden in einer Serie voller Fabelwesen spielt. Der einstige Vorzeige-Elb aus Peter Jacksons Herr der Ringe-Filmen interpretiert den Ermittler Philostrate zwischen widerwilliger Jon-Snow-Aufopferung und hard-boiled detective nach US-amerikanischer Schundromanprägung.“

Martin Ramm vergleicht auf filmstarts.de die Serie ebenfalls mit Game of Thrones, beklagt aber die fehlende Charaktertiefe der Hauptpersonen und die oberflächliche „Beziehung zwischen den beiden Protagonisten“. Allerdings lobt er die „gleichwertigen Handlungsstränge zusammen mit dem frischen Szenario“ und die „organische Vielfalt“.
Auch Axel Weidemann von faz.net bemerkt die vielen Topoi und realgeschichtlichen Bezüge und bemerkt, „dass man der Produktion ihre Collagenhaftigkeit [anmerke]: Carnival Row, das [sei] atmosphärisch so, als jage Harry Potter Jack the Ripper durch Downton Abbey“. 

„Da ist das Zaubervolk, überzogen mit dem Profanen unser Welt. Da ist ein Mörder, der Befehle von einer grauen Eminenz erhält. Und es gibt den Kampf der Klassen, vor allem in der schön anzuschauenden Variante alter Name gegen neues Geld. […] In 'Carnival Row‘ triumphiert fast ausnahmslos das Individuum. Gemeinschaft korrumpiert in dieser Welt. Hier gibt es nichts Gutes. Jeder für sich. Es ist ein hässlicher Ort.“

Lobende Worte findet Weidemann für Darsteller David Gyasi. Ihm gelinge es „die tiefe Verletztheit eines einstigen Sklaven auf unnachahmliche Weise mit der Herablassung eines aufstrebenden Machtmenschen zu kombinieren“. Zudem gehöre der Handlungsstrang um Imogen und Agreus „zu den Stärken der Serie“.
Marc Schneider verriss auf Quotenmeter.de die zweite Staffel, sie sei eine, die „jegliche Vorschusslorbeeren Stück für Stück zu Grabe“ trage. Sie versuche einen viel „größeren Handlungsbogen in die finale Staffel zu quetschen“, parallel verlaufende Erzählstränge behinderten sich. „Ghetto-Thematik Analogien zum Nationalsozialismus, zum Kommunismus“ kein großes Thema schaffe „echte Prägnanz zu vermitteln und klare Strukturen zu entwickeln“. Dies setze sich in den Protagonisten fort, denen Schneider eine widersprüchliche Charakterentwicklung attestiert:

„Das Auseinanderdriften der beiden Figuren fühlt sich zu keiner Zeit echt an, die Dialogszenen wirken aufgesetzt und teilweise gar völlig widersprüchlich. Von schauspielerischer Seite aus macht es den Eindruck als sei […] auch Delevingne und Bloom nicht entgangen, […] wie sie mit den schwachsinnigen Handlungsentscheidungen ihrer Figuren […] umgehen sollen. […] Fehlende Kohärenz, gekünstelte Konflikte und ein eilig zusammengeschustertes Ende machen aus der zweiten Staffel «Carnival Row» die große Enttäuschung.“

## Episodenliste

### Staffel 1
| Nr. (ges.) | Nr. (St.) | Deutscher Titel                  | Originaltitel                | Erstveröffentlichung USA | Deutschsprachige Erstveröffentlichung (D/A/CH) | Regie                            | Drehbuch                                               |
| --- | --------- | -------------------------------- | ---------------------------- | ------------------------ | ---------------------------------------------- | -------------------------------- | ------------------------------------------------------ |
| 1 | 1         | Eine dunkle Macht erwacht        | Some Dark God Wakes          | 30. Aug. 2019            | 22. Nov. 2019                                  | Thor Freudenthal                 | René Echevarria Idee: René Echevarria & Travis Beacham |
| Vignette Stonemoss entkommt Paktsoldaten auf ein Schiff mit anderen Feenvölkern, die sie bei der Flucht aus dem von Pakt besetzten Feenland unterstützt hat. Ein Sturm auf See lässt Vignette als einzige Überlebende zurück. Das Schiff gehörte Ezra Spurnrose, der mit seiner Schwester Imogen in einem der reicheren Viertel der Burgue lebt. Nachdem er bei dem Schiffbruch einen erheblichen Gewinn eingebüßt hat, erwartet er, dass Vignette als Dienstmädchen für Imogen arbeitet. Vignette besucht Carnival Row und trifft ihre alte Freundin Turmaline, die jetzt als Prostituierte im Tetterby Hotel in der Carnival Row lebt und arbeitet. Sie enthüllt, dass Vignettes Liebhaber Philo noch am Leben ist. Jetzt ist Philo ein Polizeiinspektor, der gewaltsame Angriffe auf Feen untersucht. Er stellt fest, dass der Verdächtige ein Seemann ist. Er versucht, den Verdächtigen zu fangen, aber der Mann begeht Selbstmord. Zuvor warnt er Philo, dass ein „dunkler Gott“ unter der Stadt erwacht sei. Vignette sagt Philo, dass sie weiß, dass er lebt. Imogen und Ezra sind schockiert zu erfahren, dass ihr neuer Nachbar ein Faun namens Agreus Astrayon ist. Absalom Breakspear, der Kanzler der Stadt, sieht sich dem starken Widerstand seines Rivalen Ritter Longerbane gegenüber. Er und seine Frau Piety diskutieren über ihren Sohn Jonah, den er davor warnt, das Vergnügungsviertel in Carnival Row zu besuchen. |           |                                  |                              |                          |                                                |                                  |                                                        |
| 2 | 2         | Aisling                          | Aisling                      | 30. Aug. 2019            | 22. Nov. 2019                                  | Thor Freudenthal                 | René Echevarria                                        |
| In der Nähe der Kanalisation wird eine Fee namens Aisling Querelle ermordet. Philo erfährt, dass Aisling eine Sängerin war, die zur Bettlerin wurde, und bittet einen Feenmetzger, eine Autopsie durchzuführen, damit eine Feenpriesterin die letzten Riten durchführen kann. Imogen trifft Agreus und weist seine Annäherungsversuche zurück. Ein betrunkener Ezra versucht, Vignette zu vergewaltigen, doch sie greift ihn zur Selbstverteidigung an; Ezra reicht eine polizeiliche Anzeige ein, in der er Vignette beschuldigt gestohlen zu haben. Philo erfährt davon und kauft Vignette von ihm frei. Ezra sagt Imogen, dass sie finanziell instabil sind, und er plant, das Haus an die Bank zu verpfänden, um ein weiteres Schiff zu beschaffen. Imogen hat ihre eigenen Pläne und schreibt an Agreus, um sein Interesse zu erwidern. Vignette schließt sich den Schwarzen Raben an, einer Gruppe von Rebellen, die mit Schmuggelware zu tun haben. Sie bekommt den Auftrag, in der Polizeizentrale eine Flagge zu stehlen. Es gelingt ihr, Philo zu erpressen, damit er sie fliehen lässt. Philo besucht Darius, einen alten Armeefreund, der gerade im Gefängnis sitzt. Jonah wird entführt, als er Turmaline in der Carnival Row besucht. Ohne eine Lösegeldforderung schlägt Piety vor, eine Hexe zu konsultieren. Die Hexe Aoife Tsigani opfert Absaloms Haustier und erzählt ihm, dass Longerbane seinen Sohn entführt hat. Es stellt sich heraus, dass Piety hinter der Entführung steckt und die Hexe, die treue Dienerin ihrer Familie ist, zur Lüge überredet hat. |           |                                  |                              |                          |                                                |                                  |                                                        |
| 3 | 3         | Königreich des Mondes            | Kingdom of the Moon          | 30. Aug. 2019            | 22. Nov. 2019                                  | Anna Foerster                    | Travis Beacham                                         |
| Eine Rückblende zeigt, dass Philo und Darius Soldaten der Burgue-Armee waren und ein Feen-Dorf in der Nähe einer Telegraphenlinie besetzten. Philo wird geschickt, um herauszufinden, ob die Feen eine Bedrohung darstellen. Er findet eine Bibliothek, die von Vignette bewacht wird. Diese droht ihm die Existenz der Bibliothek zu verschweigen und wird von Mima angewiesen, ein wachsames Auge auf ihn zu haben. Vignette hilft den Burgue-Soldaten, die Telegraphenleitung über eine Schlucht zu fixieren, wo sie von Paktsoldaten angegriffen werden, die sich mithilfe von Injektionen in Marroks (eine Art Wolfsmensch) verwandeln. Darius wird gebissen und verwandelt sich in einen Marrok. Philo verspricht ihm dies geheim zu halten. Turmalin und andere Feen suchen Zuflucht im Dorf, als ihr Haus vom Pakt angegriffen wird. Turmalin spricht mit Vignette, ihrer früheren Geliebten, und fragt, was ihre Pläne mit Philo nach dem Krieg sind. Vignette konfrontiert Philo mit ihrer Zukunft und er verrät, dass er ein Halbblut-Waisenkind ist, dem als Kind die Flügel abgeschnitten wurden, um als Mensch zu gelten. Es kommt die Nachricht, dass die Burgue ihre Truppen nach Hause abziehen. Der Pakt greift das Dorf an und Philo bittet Mima, Vignette zu sagen, dass er tot ist, um sie zu beschützen. In der Gegenwart sagt Vignette Philo, dass sie sein Geheimnis für sich behalten wird, aber ihre Liebe ist beendet. |           |                                  |                              |                          |                                                |                                  |                                                        |
| 4 | 4         | Zwei ungleiche Dinge zu vereinen | The Joining of Unlike Things | 30. Aug. 2019            | 22. Nov. 2019                                  | Thor Freudenthal & Anna Foerster | Travis Beacham, Marc Guggenheim & Peter Cameron        |
| Costin Finch, der Direktor von Philos ehemaligem Waisenhaus und sein Pflegevater, wird ermordet. Philo begegnet dem Mörder in den Abwasserkanälen, nachdem er festgestellt hat, dass er die Spuren eines Faun und eines Troll hinterlassen hat. Die Priesterin Sawsaan erklärt Philo, dass die Kreatur ein Schattenschlächter sein könnte, ein Golem, der aus verschiedenen Leichen mit dunkler Magie wiederbelebt wurde. Um diese Theorie zu beweisen, bittet Philo die Hexe Tsigani, einen Schattenschlächter zu erschaffen. Tsigani muss dafür Philo in Gestalt von Vignette sexuell angreifen, um seinen Samen zu bekommen. Bestürzt erklärt sich Absalom mit Piety einverstanden, Longerbane in Gewahrsam zu nehmen, bis er gesteht, ihren Sohn entführt zu haben. Agreus erklärt sich bereit, Imogen zu unterstützen, wenn sie ihm hilft, Akzeptanz in ihrem Gesellschaftskreis zu erlangen. Da sie den Verdacht hegt, dass Vignette eine Informantin ist, befiehlt Dahlia ihr, die echte Informantin zu finden oder zu sterben. Turmalin zwingt Philo, den Informanten Hamlyn preiszugeben, der Philo mitteilt, dass ein verstorbenes Mitglied des Schwarzen Raben namens Wren angeheuert wurde, um mehrere Leichen auszugraben. Piety vergiftet den schwer verwundeten Longerbane und teilt Absalom mit, wo er Jonah finden soll. Vignette greift Hamlyn an, aber er überwältigt sie und Philo erschießt ihn. Dahlia ernennt Vignette zum Nachfolger von Hamlyn, nachdem sie ihr seinen Flügel gebracht hat. Jonah wird zu Absalom zurückgebracht, erkennt aber das Geräusch von Pietys Absätzen aus der Gefangenschaft. Philo hat ein Schäferstündchen mit seiner Vermieterin Portia Fyfe.                                           |           |                                  |                              |                          |                                                |                                  |                                                        |
| 5 | 5         | Das Ende der Trauer              | Grieve No More               | 30. Aug. 2019            | 22. Nov. 2019                                  | Andy Goddard                     | Ian Deitchman & Kristin Robinson                       |
| Da der Schattenschlächter nicht getötet werden kann, während sein Meister lebt, sucht Philo nach seinem Schöpfer. Über Ezras Einwände hinweg lädt Imogen Agreus zu einer Teeparty mit ihren Freunden ein, was sich für Agreus als demütigend erweist, da er darauf besteht gleichberechtigt behandelt zu werden. Als Agreus sich darauf vorbereitet zu gehen, erscheint Ezra zur Teeparty, überwindet seinen Stolz und bittet ihn zu bleiben. Danach gibt Agreus ihm einen Scheck. Philo kehrt in schmerzhafte Erinnerungen zurück und trifft sich mit dem stellvertretenden Schulleiter, der verrät, dass Finch regelmäßig zu einer Gesellschaft nach Tetterby gereist ist. Nach Longerbanes Tod übernimmt seine ehrgeizige Tochter Sophie sein Amt und erklärt sich gegen das Zusammenleben mit Kreaturen. Von ihr fasziniert, entfernt sich Jonah immer mehr von seiner Familie. Die Kobold-Darsteller von Straßenkünstler Runyon Millworthy werden von der Polizei beschlagnahmt und als nicht registrierte Haustiere ausgewiesen. Philo erfährt die Wahrheit von Madame Moira: Finch war in einer geheimen Beziehung mit dem Gerichtsmediziner Dr. Morange. Der gesteht, dass Finch Aisling in jungen Jahren kannte und bringt Philo zu dem Schluss, dass Aisling seine Mutter war. In dieser Nacht wird Dr. Morange in seinem Haus vom Schattenschlächter ermordet. Jonahs ehemaliger Diener Quill tritt einem Geheimbund der "Pucks" bei, nachdem Anführer Cabal ihm ein Buch zum Lesen gegeben hat. |           |                                  |                              |                          |                                                |                                  |                                                        |
| 6 | 6         | Auf sich allein gestellt         | Unaccompanied Fae            | 30. Aug. 2019            | 22. Nov. 2019                                  | Andy Goddard                     | Stephanie K. Smith                                     |
| Philos Polizeikollegen werden misstrauisch, da er in seinem Fall keine Fortschritte zu machen scheint. Jonah lernt Sophie kennen und erfährt, dass sie die Politik ihres Vaters verabscheut, es sich jedoch nicht leisten kann, seine Anhänger zu entfremden. Sie sagt ihm, dass sie sich sehr ähnlich sind, aber er immer noch unter dem Einfluss seiner Eltern ist. Philo sagt Portia, dass er ein Halbblut ist und sie beendet ihre Beziehung und wirft ihn raus. Vignette entdeckt, dass ihre Bibliothek in einem Burgue-Museum ausgestellt ist. Wütend greift sie Museumsgäste an und wird wegen unbefugten Zutritts verhaftet. Während einer Prozession sieht Quill, wie ein anderer Puck von einem missbräuchlichen Vorarbeiter geschlagen wird, was Cabal als Beweis dafür anführt, dass Menschen die Kreaturen niemals akzeptieren werden. Imogen begleitet Agreus zu einer Wohltätigkeitsauktion, wo er sie mit seinem Witz beeindruckt. Während der Auktion überbietet Agreus ein hochmütiges Paar, das ihn zuvor beleidigt hat. Constable Dombey zwingt Portia, Philos Geheimnis preiszugeben. Constable Berwick versucht, Philos Theorie über den Schattenschlächter zu erklären, kann Dombey und Magistrat Flute aber nicht überzeugen. Stattdessen glauben sie, dass Philo die Morde verschleiert hat. Runyon erzählt Philo, dass der verstorbene Mr. Spurnrose, ein Bewunderer von Aisling, sie in seinem Haus wohnen ließ, um ihr eine sichere Geburt zu ermöglichen. Philo wird in Polizeigewahrsam genommen. |           |                                  |                              |                          |                                                |                                  |                                                        |
| 7 | 7         | Eine neue Welt                   | The World to Come            | 30. Aug. 2019            | 22. Nov. 2019                                  | Jon Amiel                        | Peter Cameron Idee: René Echevarria                    |
| Constable Dombey hofft, dass Philo von menschlichen Gefangenen getötet wird. Vignette warnt ihn und er wehrt sie ab. Tsigani warnt Piety, dass sie bald sterben wird und dass die Polizei den falschen Mann hat. Von Schuldgefühlen geplagt, erzählt Portia der Polizei, dass sie über Philo gelogen hat. Der Magistrat bietet Philo an, ihn zu befreien, wenn er schwört, ein Mensch zu sein, doch Philo gibt zu, dass er ein Halbblut ist. Dombey plant, Philo vor dem Prozess ermorden zu lassen. Runyon wurde als Nachhilfelehrer für Jonah engagiert und kritisiert ihn für seine Nachlässigkeit. Dadurch veranlasst er Jonah, Sophies Angebot anzunehmen, seinen Vater aus der Macht zu drängen. Ezra ist wütend, als er erfährt, dass sein Vater Aisling beschützt hat, und sagt Imogen, dass Agreus sie verlassen wird sobald er sein Ziel erreicht hat. Sie besucht Agreus, wo sie ihre gegenseitigen Gefühle bekennen und Sex haben. Cabal nimmt Quill in seinen Geheimbund auf, indem er ihn den Vorarbeiter töten lässt. Philo und Vignette versöhnen sich und stellen fest, dass der Mörder Philos Vater sein muss, der sich von seinem Halbblutsohn befreien will. Die Morde waren notwendig um Philos Identität zu erfahren. Philo wird von Dombey aus seiner Zelle entfernt, nachdem er von Berwick gewarnt wurde. Anstatt getötet zu werden, wird Philo auf ein Landgut gebracht, um seinen leiblichen Vater Absalom zu treffen. |           |                                  |                              |                          |                                                |                                  |                                                        |
| 8 | 8         | Die Dämmerung                    | The Gloaming                 | 30. Aug. 2019            | 22. Nov. 2019                                  | Jon Amiel                        | Travis Beacham                                         |
| Absalom hat die Absicht Philo zu töten, doch sein Sohn überzeugt ihn, dass er Aisling nicht getötet hat. Absalom verspricht, Vignette zu befreien, wird aber von dem als Diener verkleideten Quill in seinem Büro niedergestochen. Piety offenbart Jonah, dass Sophie seine Halbschwester aus ihrer Affäre mit Longerbane ist. Jonah merkt, dass sein Vater immer vermutet hat, dass er nicht sein leiblicher Sohn ist. Ezra erwischt Agreus und Imogen in flagranti, er versucht Agreus zu erschießen, wird jedoch von den beiden überwältigt. Piety erstickt Absalom und inspiziert seine Leber, wodurch sie von Vignettes Existenz erfährt. Tsigani wird vom Schattenschlächter getötet, überlebt dank einer List aber gerade noch lang genug, um Philo zu warnen, dass Vignette in Gefahr ist. Piety schickt den Schattenschlächter, um Philo zu töten, aber Vignette befreit sich und ersticht Piety mit einer Schere und tötet sie und ihr Monster. Da die Leiche seiner Mutter nicht gefunden wurde, übernimmt Jonah die Rolle des amtierenden Kanzlers mit Runyon als seinem Chefberater. Er findet heraus, dass Sophie die Erpresserbriefe geschrieben hat, die Piety davon überzeugten, dass Philo der auserwählte Sohn ist. Trotzdem schließt Jonah ein Bündnis mit Sophie. Agreus und Imogen nehmen sein Schiff, um die Burgue zu verlassen und ein neues Zuhause zu finden. Angesichts der Aufstände richtet Jonah ein Ghetto für die Kreaturen ein, das ihnen verbietet, die Burgue zu verlassen oder mit Menschen zu interagieren. Im Ghetto wird auf die Fee Fleury geschossen, weil sie versucht vom Tetterby Hotel wegzufliegen. Philo nimmt sein Feenerbe an und schließt sich Vignette und den anderen Feen im Ghetto an. |           |                                  |                              |                          |                                                |                                  |                                                        |

### Staffel 2
| Nr. (ges.) | Nr. (St.) | Deutscher Titel           | Originaltitel           | Erstveröffentlichung USA | Deutschsprachige Erstveröffentlichung (D/A/CH) | Regie            | Drehbuch                                                        |
| ---------- | --------- | ------------------------- | ----------------------- | ------------------------ | ---------------------------------------------- | ---------------- | --------------------------------------------------------------- |
| 9          | 1         | Kampf oder Flucht         | Fight or Flight         | 17. Feb. 2023            | 17. Feb. 2023                                  | Thor Freudenthal | Erik Oleson Idee: Erik Oleson, Travis Beacham & Marc Guggenheim |
| 10         | 2         | Die neue Morgenröte       | New Dawn                | 17. Feb. 2023            | 17. Feb. 2023                                  | Thor Freudenthal | Sarah Byrd                                                      |
| 11         | 3         | Die Hand des Märtyrers    | The Martyr’s Hand       | 24. Feb. 2023            | 24. Feb. 2023                                  | Wendey Stanzler  | Wesley Strick                                                   |
| 12         | 4         | Die Grausamkeit der Raben | An Unkindness of Ravens | 24. Feb. 2023            | 24. Feb. 2023                                  | Wendey Stanzler  | Dylan Gallagher & Mateja Božičević                              |
| 13         | 5         | Abrechnung                | Reckoning               | 3. März 2023             | 3. März 2023                                   | Julian Holmes    | Tania Lotia                                                     |
| 14         | 6         | Erbsünden                 | Original Sins           | 3. März 2023             | 3. März 2023                                   | Julian Holmes    | Jim Dunn                                                        |
| 15         | 7         | Verwandte Seelen          | Kindred                 | 10. März 2023            | 10. März 2023                                  | Andy Goddard     | Sam Ernst                                                       |
| 16         | 8         | Taten statt Worte         | Facta Non Verba         | 10. März 2023            | 10. März 2023                                  | Andy Goddard     | Jim Dunn, Sam Ernst & Erik Oleson                               |
| 17         | 9         | Frontlinien               | Battle Lines            | 17. März 2023            | 17. März 2023                                  | Julian Holmes    | Amanda Krader & Tania Lotia                                     |
| 18         | 10        | Ein neuer Anfang          | Carnival Row            | 17. März 2023            | 17. März 2023                                  | Andy Goddard     | Sarah Byrd & Erik Oleson                                        |